# Rosići
Rosići (cyr. Росићи) – wieś w Serbii, w okręgu zlatiborskim, w gminie Kosjerić. W 2011 roku liczyła 217 mieszkańców.